# Alypia lulesa
Alypia lulesa är en fjärilsart som beskrevs av Köhler 1940. Alypia lulesa ingår i släktet Alypia och familjen nattflyn. Inga underarter finns listade i Catalogue of Life.